# Kamel Daoud
Kamel Daoud (Arabisch: كمال داود) (Mostaganem, 17 juni 1970) is een Algerijns schrijver en journalist.
Daoud studeerde eerst wiskunde, om vervolgens een master in literatuurwetenschappen te behalen. Vanaf 1994 werkte hij voor de krant Le Quotidien d'Oran, waar hij ook acht jaar hoofdredacteur was. Daarnaast is hij een veelgelezen columnist.
Een salafistische imam sprak in 2014 een fatwa tegen hem uit. In 2023 verhuisde hij naar Parijs en verkreeg hij de Franse nationaliteit.
In 2013 verscheen zijn eerste roman Meursault, contre-enquête. Het verhaal is gebaseerd op De vreemdeling van Albert Camus. Voor zijn roman Houris, verschenen in 2024, ontving hij de Prix Goncourt 2024. De Nederlandse vertaling wordt verwacht in 2025.

## Publicaties en Nederlandse vertalingen
- 2002 Raïna raïkoum (verzamelde columns uit het dagblad Le Quotidien d'Oran), Dar El Gharb, Oran
- 2003 La Fable du nain, Dar El Gharb, Oran
- 2005 Ô Pharaon (kort verhaal), Dar El Gharb, Oran
- 2008 L'Arabe et le Vaste Pays de ô... (korte verhalen), Barzakh, Alger
- 2008 La Préface du Nègre (korte verhalen), Éditions Barzakh, Alger. In 2011 in Frankrijk uitgegeven onder de titel Minotaure 504
- 2011 Minotaure 504 (korte verhalen), Sabine Wespieser éditeur, Paris
- 2013 Meursault, contre-enquête (roman), Barzakh et Actes Sud. Nederlandse vertaling: Moussa, of de dood van een Arabier Vertaald door Manik Sarkar. Ambo|Anthos, Amsterdam, 2015. 149 pag.
- 2017 Mes indépendances – Chroniques 2010-2016, Éditions Barzakh et Actes Sud
- 2017 Zabor ou Les Psaumes (roman), Éditions Barzakh et Actes Sud. Nederlandse vertaling: Zabor. Vertaald door Manik Sarkar. Ambo|Anthos, Amsterdam, 2018.
- 2018 Le Peintre dévorant la femme (essay). Nederlandse vertaling: De schilder die de vrouw verslindt. Vertaald door Manik Sarkar. Ambo|Anthos, Amsterdam, 2019. 184 pag.
- 2024 Houris (roman)

## Eerbetoon
- 2008 - Nominatie voor Prix Goncourt de la nouvelle voor inotaure 504.
- 2008 - Mohammed Dib Prijs
- 2014 - Finalist voor Prix Goncourt met Meursault, contre-enquête[4]
- 2014 - Prix des Cinq continents de la francophonie[5]
- 2014 - Prix François-Mauriac met Meursault, contre-enquête[6]
- 2016 - Prix Jean-Luc Lagardère du journaliste de l'année met Meursault, contre-enquête[7]
- 2024 - Prix Goncourt voor Houris[8]

- Bibsys: 13009249
- Biblioteca Nacional de España: XX5528958
- Bibliothèque nationale de France: cb16504932x (data)
- Catàleg d'autoritats de noms i títols de Catalunya: 981058615404106706
- CiNii: DA19236126
- Gemeinsame Normdatei: 101345300X
- International Standard Name Identifier: 0000 0001 2303 1879
- Library of Congress Control Number: no2006043533
- Bibliotheek van het Japanse parlement: 001313511
- Nationale Bibliotheek van Tsjechië: xx0196863
- Nationale Bibliotheek van Israël: 987007597840605171
- Nationale Bibliotheek van Polen: a0000003274368
- Nationale en Universitaire bibliotheek Zagreb: 000687035
- Nederlandse Thesaurus van Auteursnamen: 338685391
- Istituto Centrale per il Catalogo Unico: UBOV365038
- Système universitaire de documentation: 153165510
- Virtual International Authority File: 170139713
- WorldCat: E39PBJwtqB7kvxfMg4JFWXRFrq